# DONUT
|  | Per a altres significats, vegeu «Dònut». |

DONUT (Direct Observation of the NU Tau, sigles en anglès) fou un experiment (número E872) de física de partícules fet al laboratori Fermilab dedicat a la recerca del neutrí tauònic. El detector va operar durant uns quants mesos a l'estiu de 1997, i va detectar amb èxit el neutrí tau tot confirmant la seva existència predita pel Model Estàndard. Les dades de l'experiment van servir també per a posar un límit superior en el moment magnètic d'aquesta partícula i mesurar la seva secció eficaç d'interacció.

## Experiment
L'experiment DONUT consistia a fer col·lidir protons accelerats per l'accelerador Tevatron contra diversos estrats d'emulsió nuclear produint mesons encantats que es desintegraven semileptònicament en neutrins tauònics. Les altres moltes partícules de fons produïdes eren eliminades per un sistema d'imants i un mur absorbent de ferro i ciment. Els casos molt rars on un neutrí interaccionava dins el detector, resultaven en traces visibles en l'emulsió que eren registrades per un sistema de centellejadors i cambres de deriva.
Utilitzant la informació electrònica recollida, les possibles interaccions de neutrins eren identificades i seleccionades per a anàlisi posterior. Els petits defectes generats per la ionització microscòpica als fulls d'emulsions es convertien en petits punts negres fent un revelat fotogràfic. Connectant els punts en fulls adjacents, es podia reconstruir la trajectòria de cada partícula. Les interaccions de neutrí tau es caracteritzen per (i) l'aparició de moltes traces a partir d'un punt sense traces prèvies, i (ii) la presència d'un "kink" (canvi de direcció abrupte) en una de les traces després d'uns quants mil·límetres, indicant la desintegració d'un leptó tau produït en la desintegració d'un mesó encantat.
El juliol de 2000, la col·laboració DONUT va anunciar la primera observació d'interaccions de neutrins tau, a partir d'un senyal de quatre esdeveniments, per a un soroll de fons esperat de <0.2 esdeveniments. El neutrí tau era fins a aquell moment l'única partícula del Model Estàndard que no havia estat directament observada, junt amb el bosó de Higgs.